# Ann Reinking
Ann Reinking (Seattle, 10 de novembro de 1949 – 12 de dezembro de 2020) foi uma dançarina, bailarina, coreógrafa e atriz norte-americana. Sua carreira se desenvolveu principalmente nos musicais da Broadway, com algumas participações em filmes de Hollywood.
Treinada desde a infância no balé, pela San Francisco Ballet Company, mudou-se para Nova York aos 16 anos para estudar balé eparticipou na Broadway como dançarina dos musicais Coco, Wild and Wonderful e Pippin, até atrair a atenção da crítica em Over Here!, pelo qual ganhou o Theatre World Award. Em 1976, passou a fazer parte do elenco de A Chorus Line, - onde substituiu Donna McKechnie no papel principal de "Cassie" - seguido de Chicago, em 1977 e Sweet Charity, em 1986, os dois últimos de Bob Fosse, com quem se envolveu romanticamente durante os anos 70. A escolha de Reinking, então amante de Fosse, para, aos vinte e poucos anos, substituir Gwen Verdon, uma artista consagrada com mais de cinquenta anos e ainda mulher do diretor e coreógrafo, em Chicago, foi considerada um insulto pelos aficcionados do teatro, mas ela teve boas críticas e conquistou as audiências.
Reinking conseguiu fama internacional ao estrelar All That Jazz, também de Fosse, ao lado de Roy Scheider e Jessica Lange, filme que conquistou a Palma de Ouro do Festival de Cannes em 1980. Seu papel no filme era vagamente baseado em sua vida e em sua relação com Bob Fosse.
Depois de engravidar, mudar-se para a Flórida e passar apenas esporadicamente a trabalhar em musicais, em 1996 ela voltou aos palcos com a remontagem de Chicago. Prevista para uma pequena temporada off-Broadway de uma semana, a volta do musical fez tanto sucesso que foi mais uma vez levado à Broadway - com ela como dançarina, co-diretora e co-coreógrafa - e deu a Reinking o Prêmio Tony de melhor coreografia.
Nos últimos anos Renking coreografou musicais para a televisão e fundou o Broadway Theater Project, um programa de treinamento de atores na Florida, que permite a interação de estudantes de artes dramáticas com profissionais do teatro.
Morreu em 12 de dezembro de 2020, aos 71 anos.